# Fabiana nana
Fabiana nana là loài thực vật có hoa trong họ Cà. Loài này được (Speg.) S.C.Arroyo mô tả khoa học đầu tiên năm 1976.